# Heinrich Moritz Willkomm

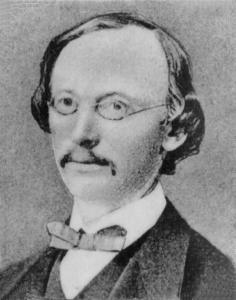
Heinrich Moritz Willkomm

Heinrich Moritz Willkomm (* 29. Juni 1821 in Herwigsdorf, Sachsen; † 26. August 1895 auf Schloss Wartenberg in Stráž pod Ralskem, Böhmen) war ein deutscher Botaniker. Sein offizielles botanisches Autorenkürzel lautet „Willk.“

## Leben und Wirken
Willkomm war der jüngste Sohn des Herwigsdorfer Pfarrers Mag. Karl Gottlob Willkomm (1776–1849) und dessen Frau Amalia Tugendreich (geb. Bergmann). Er war der jüngere Bruder des Gelehrten Ernst Adolf Willkomm.
Willkomm erhielt den ersten Unterricht durch seinen Vater. 1833 bis 1841 besuchte er das Gymnasium in Zittau. Er begann sich bereits als Schüler für die Pflanzenwelt zu interessieren und unternahm in den Ferien Exkursionen, die ihn unter anderem ins Riesengebirge führten. Er lernte Julius von Flotow kennen, einen bedeutenden Botaniker und Flechtenkenner, der ihn in seinem Forschungsdrang unterstützte. 1841 legte er sein Abitur ab und begann ein Studium der Medizin und Naturwissenschaften an der Universität Leipzig. Dieses ermöglichte ihm die Botanik als Teil der medizinischen Ausbildung zu studieren. Er wurde Assistent des Botanikprofessors Gustav Kunze und legte 1844 das medizinische Baccalaureat ab. Willkomm wurde aufgrund seiner burschenschaftlicher Aktivitäten zeitweise relegiert, da eine Beteiligung an Burschenschaften durch die Karlsbader Beschlüsse von 1819 verbotenen war. Er musste die Universität verlassen und begab sich von April 1844 bis Mai 1846, auf Empfehlung von Professor Kunze in das botanisch wenig erforschte Spanien. Auf seiner Reise auf der iberischen Halbinsel erforschte Willkomm die dortige Pflanzenwelt und es entstand eine umfangreiche Pflanzensammlung. Eine zweite Reise unternahm er 1850/51.
Als er nach Leipzig zurückgekehrt war, wurde er promoviert und habilitierte sich 1852 mit einer Arbeit über die „Strand- und Steppengebiete der Iberischen Halbinsel“ im Fach Botanik und veröffentlichte die zweibändige Reisebeschreibung Wanderungen durch die nordöstlichen und zentralen Provinzen Spaniens. Er wirkte als Privatdozent in Leipzig und wurde 1855 Kustos des Herbars und außerordentlicher Professor und veröffentlichte weitere Werke. 1855 folgte er dem Ruf als Professor für organische Naturgeschichte an die Forstakademie in Tharandt. Er wechselte 1867 an die Universität Dorpat (damals russisch, jetzt Tartu, Estland) und wurde zum Mitglied der Leopoldina gewählt. Von 1874 bis 1892 war er an der Karls-Universität Prag als Ordinarius für Botanik und zeitweilig auch als Direktor tätig. Willkomm blieb bis an sein Lebensende in Böhmen und befasste sich weiterhin mit der Flora des Landes. Er besaß ein reichhaltiges Blütenpflanzenherbar, dass später an die Universität Coimbra in Portugal verkauft wurde.
Er verfasste zahlreiche botanischen Abhandlungen, darunter komplette Floren und einige Reise- und Gebietsbeschreibungen. Seine Werke enthalten viele wertvolle lithographische Abbildungen. Er gilt zusammen mit Robert Hartig (1839–1901) als Begründer der forstlichen Phytopathologie.
Willkomm schrieb 1896 zum Werk Die Vegetation der Erde von Adolf Engler und Oscar Drude den Band 1 über „Grundzüge der Pflanzenverbreitung auf der iberischen Halbinsel“. Er galt als eine Autorität für die Flora dieser Region.

## Ehrungen
- Zu Ehren von Willkomm ist 1888 die Pflanzengattung Willkommia Hack. aus der Familie der Süßgräser (Poaceae) benannt worden.
- Auch der Gattungsname Willkommlangea Kuntze für eine Gattung der Pilze (Fungi) ehrt ihn und den dänischen Botaniker Johan Martin Christian Lange für ihr gemeinsames Werk Prodromus florae hispanicae. Aus beiden Benennungen entstand 1953 als Wortspiel („Will kommen und bleiben“)
- Auch der Gattungsname Willbleibia Herter, der wieder als Ehrung für Willkomm für eine Gattung der Süßgräser (Poaceae) Verwendung fand.[2]

Während seines Studiums wurde Willkomm 1842 Mitglied der Leipziger Burschenschaft Kochei, 1890 Ehrenbursch der Prager Burschenschaft Arminia.

## Werke (Auswahl)
- Zwei Jahre in Spanien und Portugal: Reiseerinnerungen. Band 1–3. Arnold, Dresden / Leipzig 1847 (archive.org, archive.org, archive.org).
- Die Strand- und Steppengebiete der iberischen Halbinsel und deren Vegetation. Ein Beitrag zur physikalischen Geographie, Geognosie und Botanik. Friedrich Fleischer, Leipzig 1852 (archive.org).
- Die Halbinsel der Pyrenäen eine geographisch-statistische Monographie, nach den neuesten Quellen und nach eigener Anschauung. Leipzig 1855 (csic.es).
- Grundzüge der Pflanzenverbreitung auf der iberischen Halbinsel. 1896 (csic.es).
- Icones et descriptiones plantarum novarum…, praecipue Hispaniae. (1852–1862).
- Prodromus florae hispanicae.
- Forstliche Flora von Deutschland und Oesterreich. (1872–1875).
- Atlas der Botanik. 1873.
- Illustrationes florae Hispaniae insularumque Balearium. (1881–1892).
- Naturgeschichte des Pflanzenreichs nach dem Linneschen System. Schreiber, Esslingen 1890.
- Die Pyrenäische Halbinsel (= Der Weltteil Europa in Einzeldarstellungen = Das Wissen der Gégenwart. Deutsche Universa–Bibliothek für Gebildete. Band 19, 31 und 43). Freytag, Tempsky, Leipzig / Prag, I. Abteilung: Physische Gemälde der Halbinsel und Schilderung von Portugal 1884, urn:nbn:de:hbz:061:1-11823, II. Abteilung: Spanien, politische Geographie und Statistik, Schilderung von Central- und Nordspanien 1884, III. Abteilung: Ost- und Südspanien. Die Balearen und Pithyusen 1886 (archive.org).